# Roman Kopin

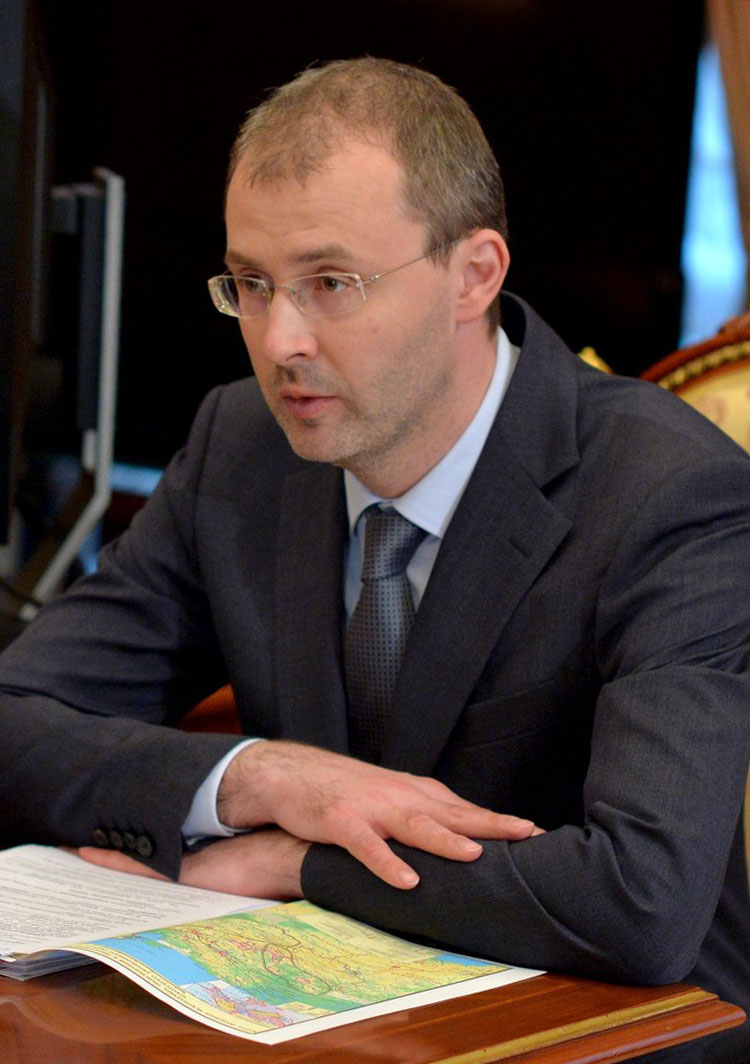
Roman Kopin

Roman Valentinovitsj Kopin (Russisch: Роман Валентинович Копин) (Kostroma, 5 maart 1974) Russische politicus. Gouverneur van de Chukotka Autonome Okrug van 13 juli 2008 tot 15 maart 2023 (waarnemend gouverneur van de Chukotka Autonome Okrug van 3 juli tot 13 juli 2008 en van 23 juli tot 24 September 2013). Lid van de Hoge Raad van de partij «Verenigd Rusland».

## Jeugd en werk
Kopin studeerde in 1996 af aan de Wolga-Vjatkase Academie voor de Overheidsdienst. In 1994 werd hij reeds onderdirecteur van het centrum voor jeugdinitiatieven van de oblast Nizjni Novgorod. Vanaf 1995 werkte hij als inspecteur van de juridische afdeling en vervolgens als hoofd van de afdeling voor de uitvoering van besluiten over zaken rond inbreuk op de douaneregels van de douane van Kostroma. Vervolgens werkte hij voor de Kostromase regionale tak van de bank SBS-Agro.

## Politieke activiteiten
In 1999 werd hij benoemd tot adviseur van de gouverneur van Tsjoekotka. In 2001 werd hij gekozen als bestuurder over het district Tsjaoenski en in 2003 als bestuurder van het district Bilibinski binnen Tsjoekotka.
In April 2008 werd hij benoemd tot plaatsvervangend gouverneur van het autonome district Tsjoekotka, hoofd van het Ministerie van Industrie en landbouwbeleid (industrie, energie, Transport, communicatie, brandstof en energie, bouw, architectuur, huisvesting en gemeentelijke diensten, technisch toezicht van de staat, landbouw, diergeneeskunde, handel, voedsel en Visserij, milieubescherming) van het autonome District Tsjoekotka.
In 2008 studeerde hij af aan de Finance Academy onder de regering van de Russische Federatie met een diploma in financiën en krediet.

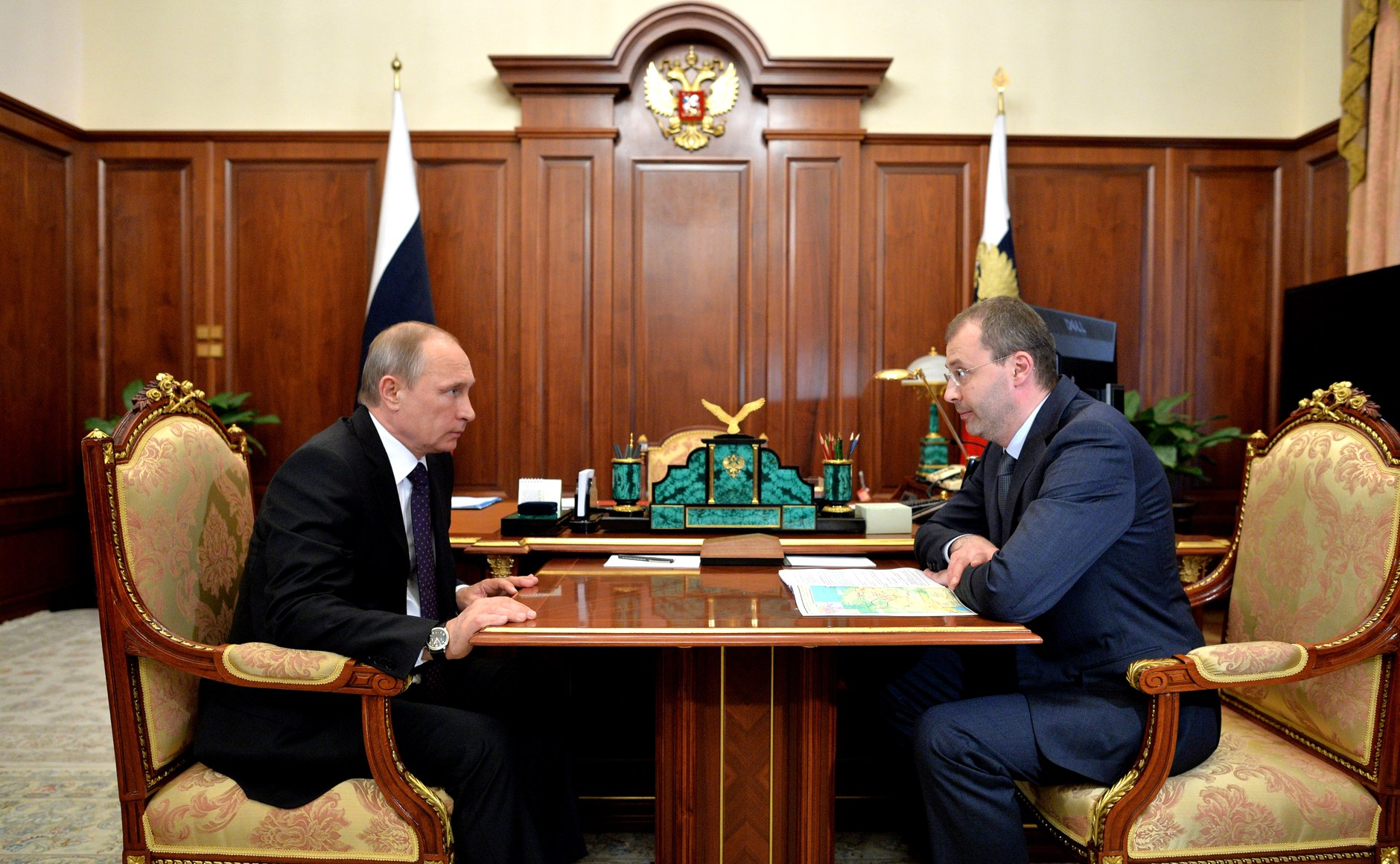
Werkvergadering tussen Vladimir Poetin en Roman Kopin, 4 juni 2015

Op 3 juli 2008, na de vroegtijdige beëindiging van de bevoegdheden van de Chukotka-gouverneur Roman Abramovich, werd hij benoemd tot waarnemend gouverneur van de Chukotka Autonome Okrug.
Op 11 juli 2008 diende de President van Rusland de kandidatuur van R. Kopin in voor de behandeling van de Doema van de Tsjoekotka Autonome Okrug om hem de bevoegdheden van de gouverneur van de regio te geven, op 13 juli keurden afgevaardigden van het districtsparlement unaniem de door de president ingediende kandidatuur goed. Op 24 juli 2008 nam Roman Kopin de post van gouverneur van Tsjoekotka aan.
Van 1 December 2008 tot 25 mei 2009 en van 4 januari tot 28 juli 2012 — lid van het Presidium van de Raad van State van de Russische Federatie.
Op 8 September 2013 werd hij verkozen tot gouverneur van de Tsjoekotka Autonome Okrug. Op 24 September legde hij de eed af en trad officieel in functie. Op 15 maart 2023 verliet hij de post op eigen verzoek.
Lid van de Politieke Raad van de Chukotka-tak van de politieke partij Verenigd Rusland.
Bij decreet van de president van de Russische Federatie ontving hij de Orde van Eer.